# Kremenica
Kremenica (Duits: Ulrichsdorf of Kremnitz in der Krain) is een plaats in Slovenië en maakt deel uit van de gemeente Ig in de NUTS-3-regio Osrednjeslovenska. De plaats telde 79 inwoners op 1 januari 2020.

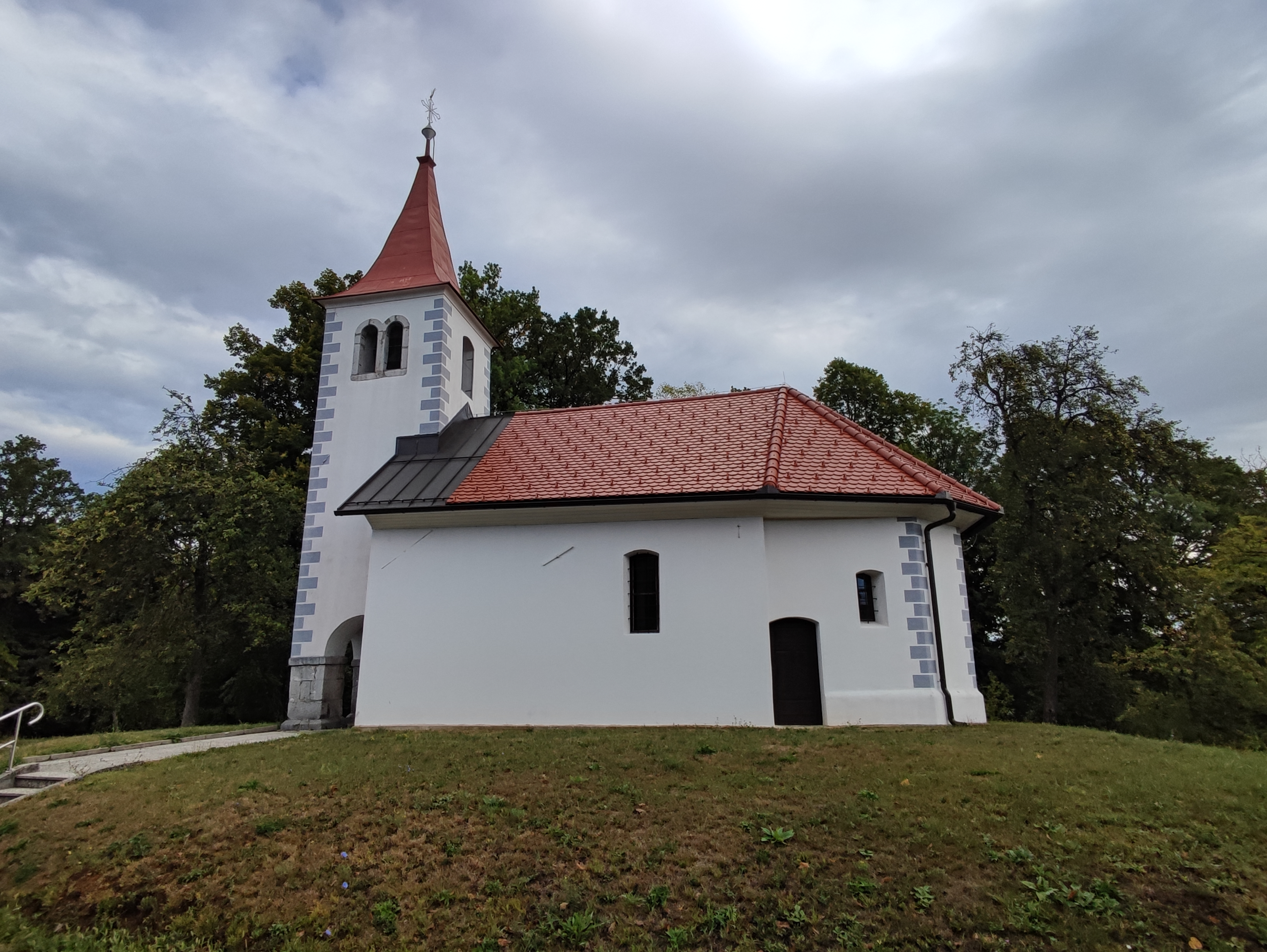
Sint Ulrichkerk